# 헌애왕후
헌애왕후 황보씨(獻哀王后 皇甫氏, 964년 ~ 1029년 1월 20일 (음력 1월 3일))는 고려의 왕족이자 고려의 5대 왕 경종의 3비이자 7대 왕 목종의 모후이다. 태조의 아들인 대종과 선의왕후 사이에서 출생하였다. 생전 아들 목종에게 받은 공식 존호는 응천계성정덕왕태후(應天啓聖靜德王太后)이며 사후 조카인 제8대 국왕 현종이 올린 시호는 '헌애왕태후(獻哀王太后)'이며 시호를 줄여 '헌애왕후(獻哀王后)'라고도 한다. 오빠인 성종이 죽고 아들인 목종이 즉위하자 섭정을 했으며, 당시 머물렀던 천추전에서 이름을 따 사람들에게 천추태후(千秋太后)로 불리게 되며 이 이름으로 훨씬 잘 알려져 있다

## 생애

### 생애 초반
헌애왕후는 964년 태조의 아들인 추존왕 대종(戴宗)과 선의왕후의 딸로 태어났다. 경종(景宗)의 세번째 왕비이자 목종(穆宗)의 어머니이며, 성종(成宗)의 누이동생이고 현종의 모후 헌정왕후(獻貞王后)의 언니이다.
오빠인 성종과는 달리 헌애왕후와 헌정왕후는 부모의 성인 왕씨(王氏)나 유씨(柳氏)가 아니라, 왕실의 풍습규율에 따라 할머니인 고려 태조의 네번째 왕비 신정왕태후 황보씨(神靜王后 皇甫氏)의 성을 따른다. 경종과는 사촌지간이었다.
아버지 대종과 어머니 선의왕후가 일찍 사망했기 때문에 형제자매들과 함께 할머니 신정왕태후 황보씨의 손에서 자라게 된다.

### 왕후 책봉과 태후
경종(景宗) 즉위 후에 여동생인 헌정왕후와 함께 경종의 비로 간택되어 입궁하였다. 입궁한 지 얼마 되지 않아서 임신을 하였고, 당시 경종에게는 왕비가 여럿 있었지만 후사가 없어 고민거리였다. 17세가 되던 해인 980년 경종의 유일한 자손이었던 목종을 낳는다.
981년 남편인 경종이 죽자 당시 2살에 불과하던 헌애왕후의 아들 왕송(王訟) 대신 그녀의 오빠인 개령군 왕치(王治, 성종)가 즉위하게 되고, 헌애왕후는 출궁, 궁 밖에 머물렀다. 유교를 국교로 삼으려던 성종은 헌애왕후와 헌정왕후에게도 순결과 정조를 강조하였다.
아들이 없던 성종은 자신의 외조카이자 헌애왕후의 아들인 왕송을 개령군에 봉하고 궁궐에 데려다가 자신의 친아들처럼 양육하였다. 성종이 죽은 후 아들 왕송(목종)이 왕위에 오르자 섭정을 하였고, 스스로 천추궁에서 사는 자신을 가리켜 천추태후(千秋太后)로 부르게 하였다.

### 김치양과의 스캔들
한편 그녀는 경종이 죽은 후 외가의 친척인 김치양(金致陽)을 만나게 되었는데, 김치양의 본관은 동주(洞州)이며, 일찍이 승려가 되었다.
김치양과 자주 만나던 헌애왕후는 그와 통정하게 되었는데, 성종은 헌애왕후와 김치양의 만남을 금지하였다. 그러나 헌애왕후는 자신의 외척이라는 이유로 김치양을 비밀리에 자주 만났고, 이것이 공공연히 알려져 궁궐에 분란을 일으키다가 왕후의 오빠 성종은 김치양을 귀양보내는 것으로 사건을 마무리지었다. 이는 헌정왕후의 사통 사건과 함께 왕실의 권위에 타격을 주었다.

### 태후로서의 섭정
그러나 후에 성종 사후 천추태후는 섭정을 시작하자, 김치양을 다시 불러들여 7품인 합문사인으로 삼는다. 이후 그녀의 후원 하에 김치양의 벼슬을 거듭 승진시켜 상서우복야 겸 삼사사(당시 재정권과 인사권을 동시에 담당하던 직책)에 임명시키고 막대한 권력을 수여하였다. 그리고 천추태후의 본거지인 서경(西京)을 우대하는 정책을 펼쳤으며, 김치양의 출신지인 동주에 성수사(星宿寺)를 세우는 등 곳곳에 도관과 사원을 건립하였다.
그로부터 얼마 후, 1003년(혹은 그 이전) 천추태후와 김치양은 정을 통하던 끝에 둘 사이에서 아이가 출생하자, 후일 이 아들로 하여금 병이 든 목종의 후사를 잇고자 했다. 이를 위해 즉위에 걸림돌이 되던 대량원군 왕순(大良院君 王詢, 후일 현종)을 죽이고자 시도하였으나 번번이 실패하고 만다.

### 대량원군에 대한 박해
아들이 18세가 되었지만 그는 계속 섭정을 하며 김치양도 불러들여 1003년(목종 6)에는 아들을 낳게 된다. 목종에게는 자식이 없었고, 천추태후와 김치양은 그 아들로 하여금 후사가 없던 목종의 뒤를 잇게 하려는 계략을 꾸민다. 그것은 왕씨 왕조가 김씨 왕조로 바뀌는 중대사안이었다.
천추태후가 볼 때 자신들의 구상을 방해할 수 있는 유일한 인물은 조카, 즉 동생 헌정왕후와 숙부 왕욱 사이에서 비극적으로 태어났던 그 아이였다. 이미 나이도 10대 중반을 넘고 있었다. 권력은 천추태후와 김치양이 쥐고 있었지만 대의명분은 그 아이에게 있었다. 대량원군 순은 자신의 이종 조카가 되지만, 아버지 쪽으로는 사촌 동생이었다.
비정상적인 출생이긴 하지만 아버지 왕욱은 분명 태조 왕건의 아들이었다. 결국 그 아이 왕순(王詢)은 성종이 살아 있을 때만 해도 극진한 보호를 받았지만 천추태후의 천하가 열리며 생명의 위협을 받게 된다. 처음에는 왕순의 머리를 깎아 강제로 출가시켰던 천추태후는 이후에도 여러 차례 사람을 보내 살해하려 하였다. 그러나 그때마다 신혈사의 승려들이 왕순을 피신시켜서 극적으로 목숨을 건졌고, 한 번은 살해에 성공하였지만 태후가 보낸 자객이 죽인 이는 비슷한 또래의 다른 동자승이었다.

### 생애 후반
결국, 강조의 정변이 일어나 김치양과 그녀의 아들은 목숨을 잃었고, 목종은 폐위되어 천추태후와 유배를 갔다. 유폐지인 충주로 향하는 도중 현 파주시 적성면에서 목종은 강조의 부하들에 의해 암살당하고 말았다. 이로써 1009년 천추태후는 고려 정계에서 완전히 실각하였다.
한편, 강조 등은 대량원군 왕순을 왕위에 추대하였는데 바로 고려 현종이다. 천추태후는 곧 유배에서 풀려났고 황주에서 21년 살다가, 현종 20년 정월에 왕궁으로 돌아와 66세를 일기로 개경 숭덕궁에서 일생을 마감했다. 황주 명복궁에서 사망했다는 이설도 존재한다. 묘는 유릉(幽陵)이다.

### 평가
고려사 등의 사서에서는 헌애왕후를 김치양과 사통하여 왕실과 나라를 어지럽힌 음탕한 여인으로 기술하고 있으나, 이는 당대의 관습을 무시하고 조선의 성리학적 사관에 기초해 이루어진 왜곡된 평가라는 비판도 있다. 최근에는 팔관회나 연등회를 폐지하는 등 유학의 정치이념을 강조했던 성종에 맞서 전통사상을 강조하고 서경을 중시하는 등 북진정책을 수호하려 했던 여걸로 재평가하는 주장이 일부에서 제기기도 했다. 하지만 이러한 해석은 '유학은 사대주의, 전통사상은 자주적 민족주의'라는 지나치게 단순한 이분법적 논리에 기반하고 있다는 점에서 학계의 비판을 받고 있다

## 기타
일부 학자는 광종과 대목왕후의 딸이자, 문원대왕의 아들 천추전군에게 시집간 천추전부인을 천추태후라고 주장하기도 한다.

## 가계
- 조부 : 태조 (太祖, 877~943년, 재위:918~943)
- 조모 : 신정왕후 황보씨 (神靜王后 皇甫氏, ?~983년)
  - 부 : 추존 대종 (戴宗, ?~969)
  - 모 : 선의왕후 유씨 (宣義王后 劉氏, 생몰년 미상)
    - 오빠 : 효덕태자 (孝德太子, 생몰년 미상)
    - 오빠 : 제6대 성종 (成宗, 960~997 재위:981~997)
      - 올케 : 문덕왕후 유씨 (文德王后 劉氏, 생몰년 미상) - 성종의 제1비 / 광종과 대목왕후 황보씨의 딸
      - 올케 : 문화왕후 김씨 (文和王后 金氏, 생몰년 미상) - 성종의 제2비 / 김원숭과 화의군대부인 왕씨(和義郡大夫人 王氏)의 딸

    - 오빠 : 경장태자 (敬章太子, 생몰년 미상)
    - 여동생 : 헌정왕후 황보씨 (獻貞王后 皇甫氏, 965~992)
      - 조카 : 제8대 현종 (顯宗, 992~1031년, 재위: 1009~1031)
      - 조카 며느리 : 원성왕후 김씨 (元成王太后 金氏, ? ~ 1028년) - 현종의 제3비 / 이허겸의 손녀

  - 남편 : 제5대 경종 (景宗, 955~981년, 재위: 975~981)
    - 장남 : 제7대 목종 (穆宗, 980~ 1009년 재위:997~1009)
    - 며느리 : 선정왕후 유씨 (宣正王后 劉氏, 생몰년 미상) - 태조의 손자 홍덕원군과 문덕왕후 유씨의 딸

  - 사통 : 김치양(金致陽 ? ~1009)
    - 아들 : 미상

## 헌애왕후가 등장하는 작품

### TV 드라마
- 《천추태후》(KBS, 2009년, 배우:채시라, 김소은)
- 《고려거란전쟁》(KBS, 2023년~2024년, 배우:이민영)

## 같이 보기
- 강조의 변
- 헌정왕후
- 김치양
- 황보제공
- 경종
- 성종
- 왕욱